# Jarosław Pinkas
Jarosław Jan Pinkas (ur. 29 sierpnia 1955 w Gliwicach) – polski lekarz, specjalista w zakresie zdrowia publicznego, medycyny rodzinnej, medycyny społecznej i chirurgii ogólnej, nauczyciel akademicki, profesor nauk medycznych.
W latach 2005–2007 podsekretarz stanu w Ministerstwie Zdrowia, w latach 2015–2017 sekretarz stanu w Ministerstwie Zdrowia, w latach 2017–2018 sekretarz stanu w Kancelarii Premiera. W latach 2018–2020 Główny Inspektor Sanitarny. W latach 2018–2024 konsultant krajowy w dziedzinie zdrowia publicznego.

## Życiorys
Absolwent Wydziału Lekarskiego Akademii Medycznej w Warszawie. Specjalista w zakresie chirurgii ogólnej (I stopień w 1986 i II stopień w 1991), medycyny społecznej (I stopień w 1987), medycyny rodzinnej (1995) oraz zdrowia publicznego (2004). Stopień doktora nauk medycznych uzyskał w 2002 w Akademii Medycznej w Lublinie. W 2018 uzyskał stopień doktora habilitowanego nauk medycznych w Instytucie „Centrum Zdrowia Matki Polki”. W 2021 otrzymał tytuł naukowy profesora nauk medycznych i nauk o zdrowiu w dyscyplinie nauki medyczne.
Pracę zawodową rozpoczynał jako lekarz chirurg. W kolejnych latach rozwijał swoje zainteresowania związane z rozwojem i organizacją ochrony zdrowia w Polsce, w tym m.in. pracował w Biurze Pełnomocnika Rządu ds. Wprowadzenia Powszechnego Ubezpieczenia Zdrowotnego oraz latach 1996–2001 pełnił funkcję prezesa Kolegium Lekarzy Rodzinnych w Polsce. Przez ponad 20 lat współpracował z prof. Zbigniewem Religą, w tym m.in. w Klinice Kardiochirurgii Centralnego Szpitala Klinicznego MSW oraz w Instytucie Kardiologii w Aninie jako zastępca dyrektora ds. klinicznych i organizacyjnych.
Od 4 listopada 2005 do 28 listopada 2007 sprawował funkcję podsekretarza stanu w Ministerstwie Zdrowia kierowanym przez prof. Zbigniewa Religę. Współautor ustawy o ratownictwie medycznym. Od grudnia 2005 do grudnia 2007 był prezesem Polskiego Czerwonego Krzyża. W latach 2007–2009 dyrektor Narodowego Instytutu Zdrowia Publicznego – Państwowego Zakładu Higieny.
Od 19 listopada 2015 do 1 lutego 2017 sprawował funkcję sekretarza stanu w Ministerstwie Zdrowia. Współautor implementacji dyrektywy tytoniowej do polskiego porządku prawnego. Od 13 kwietnia 2017 do 8 marca 2018 sprawował funkcję sekretarza stanu w Kancelarii Prezesa Rady Ministrów i pełnomocnika Rządu do spraw organizacji struktur administracji publicznej właściwych w zakresie bezpieczeństwa żywności. Od 20 kwietnia 2018 w ramach wolontariatu sprawował funkcję Pełnomocnika Prezesa Rady Ministrów do spraw organizacji struktur administracji publicznej właściwych w zakresie bezpieczeństwa żywności. Od 1 września 2018 do 20 listopada 2020 sprawował funkcję Głównego Inspektora Sanitarnego.
Od 25 czerwca 2018 do 18 czerwca 2024 sprawował funkcję konsultanta krajowego w dziedzinie zdrowia publicznego.
W 2020 wybrany na członka Komitetu Zdrowia Publicznego Polskiej Akademii Nauk na kadencję 2020–2023. W 2023 został wybrany ponownie.
W 2021 został powołany przez Prezydenta RP Andrzeja Dudę na członka Rady do spraw Ochrony Zdrowia. W latach 2021–2023 zasiadał w Radzie Nadzorczej Polskiej Wytwórni Papierów Wartościowych.
Od 2009 związany zawodowo ze Szkołą Zdrowia Publicznego Centrum Medycznego Kształcenia Podyplomowego, gdzie jest kierownikiem Zakładu Medycyny Stylu Życia, a w latach 2018–2024 był dyrektorem – dziekanem w tej instytucji.
Autor lub współautor ponad 100 publikacji i doniesień zjazdowych. Redaktor monografii Współczesne wyzwania zdrowia publicznego.

## Działalność samorządowa
W latach 1994–1998 był radnym gminy Wiązowna.

## Odznaczenia
- Krzyż Kawalerski Orderu Odrodzenia Polski (2023)[30]
- Odznaka Honorowa „Za Zasługi dla Ochrony Zdrowia” (2023)
- Medal Komisji Edukacji Narodowej (2023)

## Życie prywatne
Mieszka w gminie Wiązowna. Jego żona Katarzyna, z którą ma dwoje dzieci, jest lekarzem specjalistą w dziedzinie ginekologii i położnictwa.